# أحمد بن يوسف القرماني
أحمد بن يوسف بن سنان الدمشقي' المعروف بالقرماني (1532م في دمشق – 13 يونيو 1611) مؤرخ منشئ.

## سيرة
ولد في دمشق عام 939هـ / 1532م، وقضى معظم حياته فيها، فنهل من ثقافتها وصار كاتبا منشئا وتولى كتابة وقف الحرمين الشريفين ثم نظارته بدمشق. أدَّى مناسك الحج عام 978هـ / 1570م وصادف هناك شريف مكة أبا نمي بن بركات بن قتادة. عُرف عنه أن كان رقيق المشاعر حسن العبارة، توفي ليلة الجمعة 29 شوال 1019هـ / 1610م، ودُفن في مقبرة الفراديس.

## قيل عنه
ترجم للقرماني قلة من المؤرخين المعاصرين له والمتأخرين عليه الذين جاءت ترجماتهم موجزة قاصرة عن إلقاء الضوء على جوانب كثيرة من حياته.
قال عنه النجم الغزي: «كان حسن المحاضرة وله مخالطة مع الحكام خصوصا مع قضاة القضاة…وكان عنده حشمة وإنصاف في كثيرٍ من الأمور…إنه جمع تاريخا لطيفا تعرض فيه لكثير من الموالي والأمراء والمتأخرين».
وقال عنه محمد بن فضل الله المحبي (ت. 1111هـ / 1699م) ووصفه بـ«صاحب التاريخ المشهور وأحد الكتاب المشهورين». وذكر حاجي خليفة (1067هـ / 1657م) في إطار ترجمته للمؤرخ أن له كتابا بعنوان «أخبار الدول وآثار الأول في التاريخ» وهو مجلد على مقدمة وخمسة وخمسين بابا.
وترجمه من المتأخرين خير الدين الزركلي ونعته بـ«المؤرخ المنشئ». ومحمد كرد علي الذي قال عنه «الأديب المؤرخ صاحب التصانيف»، وترجمه البغدادي وكحالة والمنجد وبروكلمان وغيرهم الكثيرون.

## مؤلفات القرماني
- الروض النسيم والدر اليتيم في مناقب السلطان إبراهيم.
- أخبار الدول وآثار الأول في التاريخ (استهلَّه ببداية الكون وينتهي به إلى عام 1008هـ أي قبل وفاته بإحدى عشرة سنة).

## وصلات خارجية
- القرماني (أحمد بن يوسف) في الموسوعة العربية السورية